# Джон Сквайр
Джон Томас Сквайр (англ. John Thomas Squire) (*24 листопада 1962, Олтрінгем, графство Чешир, Англія) — британський гітарист, автор-виконавець, дизайнер та художник.
Сквайр найбільше відомий як гітарист та один з засновників манчестерського гурту The Stone Roses. Саме на його віртуозній майстерності, базувався оригінальний стиль колективу.
У Британії він вважається одним із найкращих гітаристів свого часу — другої половини 80-х/початку 90-х років. У 2010 році, BBC склало список найкращих гітаристів всіх часів, де Джон, за опитуванням, посів 13 місце .

## Життєпис

### Дитинство та юність
Сквайр виріс на Сільван-авеню в Тімперлі, через один квартал від нього жив Іен Браун. Після закінчення Heyes Lane Junior School, він здав екзамен і поступив у Altrincham Grammar School — середню школу для хлопчиків. Ще у дитинстві він досягнув певного визнання у мистецтві. Хоча Сквайр і брав декілька уроків, але гру на гітарі, він освоїв здебільшого самотужки. Протягом останніх двох років навчання у школі, він товаришував з Іеном Брауном, головним чином через обопільне захоплення панк-роком, зокрема, гуртом The Clash.
Після закінчення середньої школи, і Сквайр і Браун поступили до South Trafford College.

### The Stone Roses
У складі The Stone Roses, Джон брав безпосередню участь у створенні пісень. Він написав всю музику до однойменного дебютника (автором лірики став Іен Браун). Альбом отримав дуже позитивні рецензії і вважається найкращим альбомом у британський музиці. Він здобув платиновий диск (300.000) від британської асоціації виробників фонограм. У 1991 розпочався затяжний конфлікт з їхнім лейблом Silvertone Records, через що, майже на три роки, була припинена діяльність гурту.
Роботу над новим студійним лонг-плейєм манкуніанці розпочали аж наприкінці 1993 року, на студії розташованій у Південному Уельсі. Сквайр написав дев'ять із дванадцяти пісень альбому. Причому він писав як музику так і лірику. Альбом, який отримав назву «Second Coming»  (укр. Друге пришестя) побачив світ у грудні 1994-го, і отримав дуже неоднозначні відгуки. Хоча він і повторив комерційний успіх попередника, але, на думку критиків та меломанів, запис не зміг досягнути того рівня нових нестандартних ідей які були притаманні дебютнику і завдяки яким Stone Roses стали головною надією британської музики.
Тим часом погіршилися ситуація всередині групи. Конфлікти між учасниками траплялися і раніше, але ескалація відбулася саме під час студійних сесій. Саме Сквайра, музична преса, вважала винуватцем суперечок. Він навіть отримав прізвище «Джиммі Пейджа бріт-попу», за аналогією з легендарним гітаристом Led Zeppelin. Наприкінці 1995-го гурт залишив бас-гітарист Рені.
1 квітня 1996 року, не витримавши напруги у взаємовідносинах з Брауном, Джон Сквайр залишає The Stone Roses.

### The Seahorses
Задля задовільнення своїх творчих амбіцій, разом з трьома маловідомими музикантами Джон сформував у 1996 році групу The Seahorses.
Новий гурт, здавалося б, мав великі перспективи — перші два сингли потрапили до Top-10 Британії; сам дебютний альбом піднявся на другу сходинку альбомного чарту і був розпроданий тиражем у 300.000 копій (за що отримав платиновий диск від BPI) — не кожний колектив міг похвалитися таким багатообіцяючим дебютом. Але у 1999 році колектив був розформований через творчі розбіжності. Сквайр тоді повідомив, що The Seahorses записали другий альбом, але музикант вирішив, що розпад групи буде кращим, ніж вихід альбому.

### Сольна робота
У 2002 році Джон Сквайр випустив свій перший сольний альбом «Time Changes Everything»  (укр. Час все змінює). Концепція альбому продовжується у наступному альбомі «Marshall's House»  (укр. Будинок Маршалла), що вийшов у 2004 році. Музикант також повідомляв, що він записав третій альбом, проте він вирішив не випускати його, оскільки він вважає, що гонорари та гастролі перетворять музику в роботу, а не хобі.

### Подальші плани
На відкритті Smithfield Gallery, Сквайр, в бесіді з кореспондентом з Manchester Evening News, повідомив, що він зав'язав музикою назавжди. Він пояснив це тим, що «я занадто насолоджуюся живописом, щоб повернутися до музики.» На питання про возз'єднання Stone Roses, він сказав, що це «це малоймовірно».

## Сквайр як художник
Крім музичної кар'єри, Джон Сквайр також здобув певну славу як художник. Його роботи стали окрасою синглів, обкладинок альбомів та рекламних плакатів ще за часів існування The Stone Roses. У 1980-х роках художній стиль Сквайра був під сильним впливом техніки Джексона Поллока. В останні роки на творчість Джона Сквайр справила великий вплив мас-медіа. У 2004 році Сквайр був добре прийнятий на двох художніх виставках у Лондоні та Манчестері.
Останні чотири роки Сквайр старанно працював над виставками в Smithfield Gallery (липень 2007 р.) і Dazed Gallery, Лондон (вересень — жовтень 2007 року).
У січні 2009 року, Сквайр провів у Лондоні ще одну виставку, Heavy Metal Semantics, і оголосив про подальші виставках у Олдхем, Австрії та Токіо в кінці 2009 року. Далі Джон Сквайр оголосив, що збирається провести виставки в Единбурзі в серпні 2010 року і в Брюсселі на початку 2011 року.

## Дискографія
The Stone Roses
- The Stone Roses (1989)
- Second Coming (1994)

The Seahorses
- Do it Yourself (1997) UK #2

Соло-альбоми
- Time Changes Everything (2002) # 17 UK
- Marshall's House (2004)